# A828 road
Die A828 road ist eine als Primary route eingeordnete A-Straße in Schottland. Sie verläuft in den Council Areas Highland und Argyll and Bute und ist Teil der wichtigen Straßenverbindung zwischen Fort William und Oban, den beiden größten Orten an der schottischen Westküste im Bereich der Highlands.

## Verlauf
An ihren Endpunkten schließt die A828 an zwei der wichtigsten Fernverkehrsstraßen in den westlichen Highlands an, in Ballachulish an die A82 und in Connel an die A85. Über die A82 bestehen Verbindungen nach Fort William und weiter durch das Great Glen bis Inverness sowie nach Glasgow, die A85 stellt die Anbindung an Oban sowie eine Querverbindung in Richtung Perth und Dundee her. Startpunkt in Ballachulish ist ein Kreisverkehr südlich der Ballachulish Bridge, mit der die A82 Loch Leven überquert. Die A828 zweigt am Südufer von Loch Leven ab und unterquert die Ballachulish Bridge. Am Südufer von Loch Leven passiert sie den Ortsteil South Ballachulish und folgt dann der Küste von Loch Linnhe nach Süden. Sie verläuft fast durchweg direkt am Ufer, lediglich zwischen Kentallen und Duror verläuft sie weiter im Landesinneren. Teilweise nutzt die A828 den Bahnkörper der 1966 im Zuge der Beeching-Axt stillgelegten Bahnstrecke Connel Ferry–Ballachulish, einer Zweigstrecke der West Highland Line. Kurz vor Appin passiert sie das markant auf einer Insel in Loch Laich, einem Seitenarm von Loch Linnhe, liegende Castle Stalker und wendet sich dann nach Südosten ins Landesinnere. Bei Creagan quert sie auf der Creagan Bridge, einer 1903 erbauten und bis 1966 durch die Eisenbahn genutzten Brücke, Loch Creran, eine weitere Seitenbucht von Loch Linnhe.

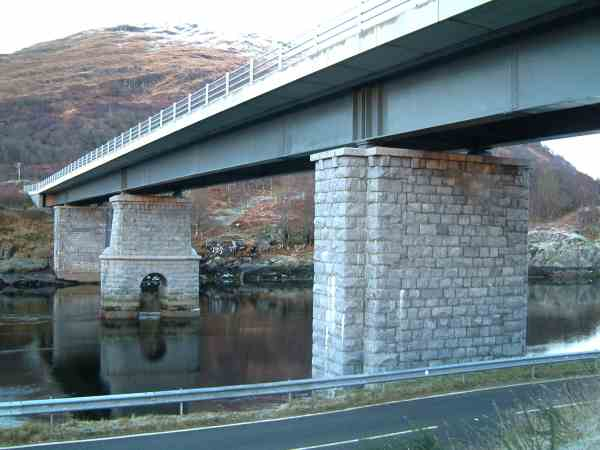
Creagan Bridge, eine von der A828 genutzte ehemalige Eisenbahnbrücke. Im Vordergrund die frühere Führung der A828 um Loch Creran

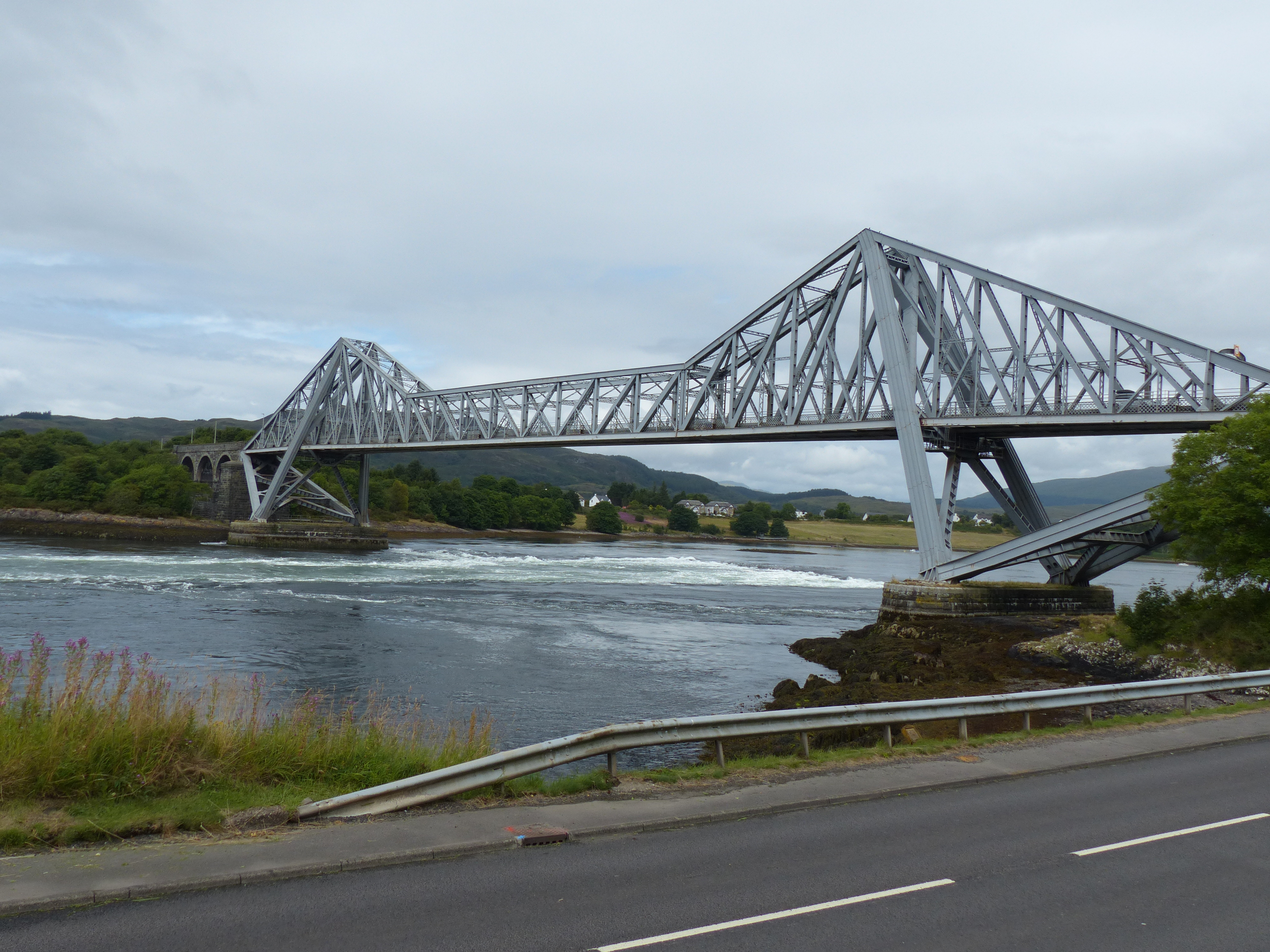
Connel Bridge, bis 1966 von der A828 gemeinsam mit der Eisenbahn befahren

Südlich von Creagan führt die A828 weiter entlang der Küste bis Barcaldine. In der kleinen Ortschaft zweigt die B845 nach Bonawe am Nordufer von Loch Awe ab. Dort bestand bis in die 1960er Jahre eine Fährverbindung nach Taynuilt an der A85. Sie wurde aufgegeben, nachdem der Brückenzoll für die Connel Bridge am Südende der A828 nicht mehr erhoben wurde und der Umweg über die A828 und A82 attraktiver wurde. Nach Ruhgarbh quert die A828 durch das Innere der Halbinsel Benderloch und erreicht beim gleichnamigen Ort das Ufer des Firth of Lorne. Kurz vor North Connel passiert die A828 den Flughafen von Oban, von dem aus Linienflüge zu verschiedenen Inseln der Inneren Hebriden verkehren. Zwischen North Connel und Connel quert die A828 über die Connel Bridge die Falls of Lora am Westende von Loch Etive. Seit 1966 nutzt die Straße die Brücke alleine, zuvor führte die Bahnstrecke von Connel Ferry nach Ballachulish parallel zur Straße über die Brücke. Aufgrund der geringen Breite der Brücke besteht auf ihr ampelgeregelter Einrichtungsbetrieb. Zu Zeiten des Bahnbetriebs wurde die Brücke jeweils für die Zugfahrten gesperrt. Südlich der Brücke mündet die A828 in Connel in die A85.
Insgesamt ist die A828 heute knapp 42 Kilometer lang, etwa 26 Meilen. Als Teil der wichtigen Fernverbindung durch das Great Glen und entlang der Westküste von Inverness bis Oban ist die A828 mit Ausnahme der Connel Bridge durchgehend zweispurig ausgebaut. Abschnittsweise wurde sie begradigt oder parallel neugebaut, teils unter Nutzung des Bahnkörpers der früheren Bahnstrecke. Die alte Straße dient dem Anliegerverkehr, teils auch als Radweg.

## Geschichte
Erstmals wurde die A828 im Jahr 1922 ausgewiesen, als in Großbritannien die Straßenklassifizierung eingeführt wurde. Zunächst begann die A828 am Fähranleger bei Ballachulish auf dem Südufer von Loch Leven, in der Nähe der heutigen Brücke. Über die Fähre wurde die A82 geführt. Nach Fertigstellung einer Straßenverbindung auf dem Nordufer von Loch Leven wurde die A82 ab 1935 um Loch Leven und durch Kinlochleven geführt und die A828 bis zum neuen Abzweig der A82 in Glencoe, etwa vier Kilometer östlich von Ballachulish, verlängert. Der kurze Abschnitt nördlich der Fähre bis zur A82 in North Ballachulish gehörte ebenfalls zur A828. 1951 erhielt die A828 in Ballachulish eine kürzere Führung innerorts, bis dahin war die Straße im Ortskern mit einer schmalen, aus dem Jahr 1785 stammenden Steinbogenbrücke über den River Laroch geführt worden.
1975 wurde mit Fertigstellung der Ballachulish Bridge die A82 wieder über Ballachulish geführt und der bisherige Abschnitt der A82 um Loch Leven herabgestuft. Der Abschnitt der A828 zwischen Glencoe und der Brücke wurde wieder der A82 zugeschlagen. Ballachulish erhielt zudem eine Ortsumgehung über die alte Bahntrasse, die die bisherige Führung der A82 durch den Ortskern ablöste. Von 1999 bis 2001 wurde die seit 1966 ungenutzte Creagan Bridge unter Verwendung der alten Pfeiler für den Straßenverkehr ausgebaut. Die bisherigen Stahlgitterträger wurden durch neue Stahlträger ersetzt. Zuvor verlief die A828 über einen hochwassergefährdeten, rund neun Kilometer langen Abschnitt um Loch Creran herum.